# Sendang (Kalinyamatan)
Sendang is een bestuurslaag in het regentschap Jepara van de provincie Midden-Java, Indonesië. Sendang telt 3509 inwoners (volkstelling 2010).